# 越洋航空236號班機事故
越洋航空236號班機是越洋航空在加拿大多倫多皮爾遜國際機場和葡萄牙里斯本機場之間的航班。
在2001年8月24日，由機長羅伯特·皮謝和副機長德克·德雅格（Dirk DeJager）駕駛的236號班機，於大西洋上空漏盡燃料並失去動力，後來成功以滑翔方式降落在亞速爾群島，無人死亡，並打破了民航機滑翔飛行最長距離的世界紀錄。

## 事件經過
2001年8月23日北美東部時間下午20:52，越洋航空236號班機離開多倫多。當時機上有293位乘客和13位機組員；起飛時，機上載有46.9噸燃料，較法例規定多4.5噸。發生事件的飛機為1999年生產的空中巴士A330-243，機上共有362個座位。
世界標準時間上午05:36：在飛行約4小時之後，燃料開始洩漏，並引發了駕駛艙的警告系統，首先飛機發出油溫過低和油壓過高警報，然後飛機發出燃料不平衡信息。最初，機長和副駕駛只認為是空中巴士慣常出現的電腦錯誤，飛行員為了處理這狀況，試圖修正而開啟兩側油箱的轉換閥，結果令燃料流向洩漏燃料的發動機。於世界標準時間上午05:41，當發現燃料消耗速度不正常了一段時間後，最後機組員決定依照正常程序緊急降落於亞速爾群島的拉日什空軍基地。
世界標準時間上午06:13：即燃料開始洩漏的28分鐘之後，飛機右側的2號引擎在燃料用盡後熄火，機長宣告進入緊急狀態，並決定使用左側的1號引擎全力飛行。同時，機長決定讓飛機由39,000尺下降到33,000尺，這是飛機在單引擎運作下的合適高度。13分鐘後，當時高度為空層345，1號引擎也熄火，使得236號班機成為了一架巨型滑翔機，此时距离拉日什空軍基地120公里。
失去引擎動力後，飛機自動放出冲压空气涡轮來維持操控飛機系統的最基本運作和數個不可或缺的飛行仪表顯示。但飛機失去了用作驅動襟翼、扰流板和替代制動系統的主液壓系統，前缘缝翼則可繼續使用。因A330是使用电传操纵系统，在這樣的運作下，飛行操作只可以用模拟方式不經飛行控制電腦傳到控制面上，或多或少對飛機的控制產生影響；同時剎車系統的力度也比正常情況下大有不及。
此時由機長負責駕駛著飛機，副機長監控飛機的下降速率，當時計算出約為每分鐘600米，因此飛機約在15到20分鐘後將迫降於海上。但由於強行在海上降落，後果可能會像1996年11月23日發生的埃塞俄比亞航空961號班機般造成飛機斷裂及人命傷亡。因此機長仍設法找尋拉日什空軍基地所在。
世界標準時間上午06:39，飛行員目視到拉日什空軍基地，當時飛機在13,000英呎的高空，距離機場只有8海浬，機長在執行一連串的回轉、減速、降低高度後，成功的進入33跑道的降落航向並開啟了起落架，但他們面對的狀況是須以空速是200節（370.40公里/小时）的速度進行降落，遠高於正常A330要求的120至140節的降落速度。
世界標準時間上午06:46：即兩個引擎熄火的20分鐘後，飛機大約以空速199.78节（370公里/小时）降落在拉日什空軍基地33跑道，多輛消防車早已在跑道附近戒備。由於防止打滑及制動調節系統（brake modulation system）不能正常運作，主起落架的8條輪胎在450呎（140米）內全部爆裂，飛機最後在跑道中停下。機上共有16名乘客和2名機組員受傷，多數為輕傷，2位乘客在離開機艙時受重傷，但無生命危險。

## 調查
調查指出，事件是由於2號引擎的漏油所造成，而漏油則是由於越洋航空的維修人員的錯誤安裝所致。因此越洋航空須負起意外責任，並繳交給加拿大政府250,000加幣的罰款。
雖然在調查報告中，造成意外發生的原因之一包括了駕駛員的錯誤操作，但这屬於駕駛員訓練中所採納的正常操作，且最後飛機順利降落並僅有少數受傷，而機體也只有小部分傷害（事件之後該飛機仍然繼續服役），因此駕駛員在回國時仍受到英雄式的歡迎。

## 事後
事件之後，法國民航局（Direction générale de l'aviation civile）和美國聯邦航空局發出了新的適航指令，要求所有空中巴士A318-100、空中巴士A319-100、空中巴士A320-200、空中巴士A321-100、空中巴士A321-200、空中巴士A320-111、空中巴士A330-300系列飛機的航空公司更改飛行手冊，並要求駕駛員在意圖平衡兩側油箱油量之前，須確認是否為漏油所致，才可開啟兩側油箱的轉換閥。空中巴士也修改了電腦系統，使其可以檢查燃油量與飛行計劃是否相符，並在耗油量高於指定值時發出警告。
涉事客機經過修復，於2001年12月在越洋航空繼續服役，暱稱「亞速爾滑翔機」（Azores Glider）。2020年3月被封存。2021年10月18日，越洋航空完成了該機的最後一次飛行，並將其返還給出租方Aercap。與加航143號班機事故的波音767-200一樣，飛機最後於2024年5月被肢解。、

## 相關紀錄片
- 此次空難被國家地理頻道製播為《空中浩劫》的第一季第六集「Flying On Empty」。